# Philip Royal Smith-Hill
Philip Royal Smith-Hill, britanski general, * 1897, † 1996.